# Haiove, Lutuhîne
Haiove (în ucraineană Гайове) este un sat în comuna Vesela Tarasivka din raionul Lutuhîne, regiunea Luhansk, Ucraina.

## Demografie
Componența lingvistică a localității Haiove
     Ucraineană (53,69%)
     Rusă (45,64%)
     Alte limbi (0,67%)
Conform recensământului din 2001, majoritatea populației localității Haiove era vorbitoare de ucraineană (53,69%), existând în minoritate și vorbitori de rusă (45,64%).